# IC 5316
IC 5316 је елиптична галаксија у сазвјежђу Пегаз која се налази на листи објеката дубоког неба у Индекс каталогу.
Деклинација објекта је + 21° 12' 11" а ректасцензија 23h 21m 54,0s. Привидна величина (магнитуда) објекта IC 5316 износи 15,3 а фотографска магнитуда 16,3. IC 5316 је још познат и под ознакама NPM1G +20.0602, PGC 1645026.